# Opoczno
Opoczno [ɔˈpɔtʃnɔ] anhörenⓘ ist eine Stadt in der Woiwodschaft Łódź in Polen. Sie ist Sitz der gleichnamigen Stadt-und-Land-Gemeinde mit 33.777 Einwohnern (Stand 31. Dezember 2020) und Kreisstadt des Powiat Opoczyński.

## Geographie
Die Stadt liegt etwa 80 Kilometer südöstlich von Łódź und 100 Kilometer südlich von Warschau.

## Geschichte
Die erste urkundliche Erwähnung des Ortes stammt aus dem Jahr 1284 als ein dörflicher Handelsplatz. 1344 legte Kasimir III. einen Handelsweg nach Rus und Ungarn an, der ein wichtiger wirtschaftlicher Faktor für den Ort wird. 1360 wurde dem Ort das Stadtrecht nach Neumarkter Recht erteilt, fünf Jahre später nach Magdeburger Recht. 1405 wurden ein Hospital und die Kirche Heiliger Geist eingeweiht. 1462 zerstörte ein Brand große Teile der Stadt. 55 Handwerker in verschiedenen Zünften wurden 1629 in der Stadt gezählt. Aufgrund der zahlreichen Juden des Ortes entstand 1646 eine Synagoge. Während des Schwedisch-Polnischen Krieges wurde die Stadt 1655 zerstört. August II. (August der Starke) bestätigte 1701 die Privilegien der Stadt. Während der Dritten Teilung Polens wird die Stadt Teil Österreichs, 1809 Teil des Herzogtums Warschau und schließlich 1815 Teil Kongresspolens.
1880 wurde eine Keramikfabrik errichtet und fünf Jahre später erhielt Opoczno Anschluss an das Schienennetz. 1900 wurde eine Freiwillige Feuerwehr eingerichtet. Ein Jahr später brach die Cholera aus und konnte erst 1893  besiegt werden. 1910 wurde der Ort elektrifiziert und eine Schule wurde eröffnet. Während des Ersten Weltkrieges marschierten am 30. Oktober 1914 zuerst russische Truppen, am 15. Mai 1915 dann österreichische durch die Stadt. Nach dem Ende des Krieges wurde der Ort am 2. August 1919 Teil der Woiwodschaft Kielce und 1939 der Woiwodschaft Łódź. Am 7. September 1939 wurde Opoczno von der Wehrmacht besetzt. Bereits im Dezember desselben Jahres errichteten die Nationalsozialisten ein Ghetto für die Juden. In der Gegend der Stadt kämpfte 1944 die Polnische Heimatarmee (Armia Krajowa). Am 14. Januar 1945 griff die Rote Armee die Stadt an, und am 17. Januar 1945 erreichten die sowjetischen Truppen die Stadt. Die Stadt war nun Sitz eines Powiat und Teil der Woiwodschaft Łódź. Bei einer Verwaltungsreform 1950 wurde die Stadt wieder Teil der Woiwodschaft Kielce. Bei einer erneuten Reform 1975 wurde die Stadt Teil der Woiwodschaft Piotrków und 1999 wieder Teil der Woiwodschaft Łódź.

### Eingemeindungen
1925 wurde der Ort Gorzałków in die Stadt integriert, 1975 der Ort Międzybórz.

### Einwohnerentwicklung
| Jahr          | 1828 | 1878 | 1920 | 1939 | 2000 |
| Einwohnerzahl | 3363 | 4974 | 9595 | 9000 | ??   |

## Gemeinde
Zur Stadt-und-Land-Gemeinde (gmina miejsko-wiejska) Opoczno gehören die Stadt selbst und 34 Dörfer mit Schulzenämtern.

### Städte- und Gemeindepartnerschaften
- Opočno (Tschechien)
- Bytča (Slowakei)
- Rudomina (Litauen)
- Suderwa (Litauen)
- Tscherniwzi (Ukraine)

## Kultur und Sehenswürdigkeiten

### Museen
In der Stadt gibt es ein Regionalmuseum, welches am 1. Januar 1976 eröffnet wurde.

### Bauwerke

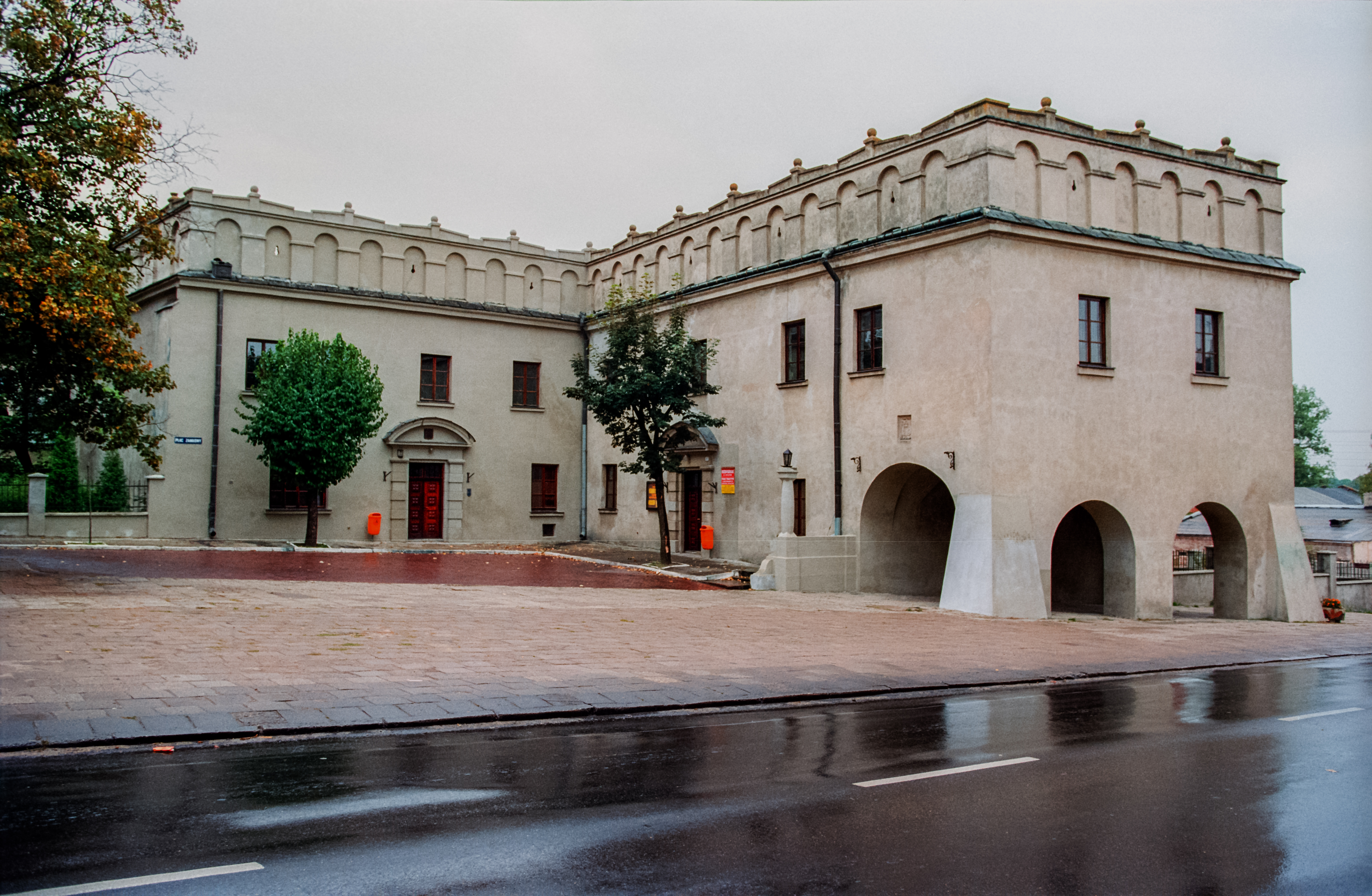
Das Schloss

- Das Schloss wurde im 14. Jahrhundert errichtet und 1655 von den Schweden zerstört. Ende des 19. Jahrhunderts wurde es auf den alten Grundmauern wieder aufgebaut. Seit 1976 befindet sich hier das Heimatmuseum.
- das Gebäude der Bibliothek stammt aus dem 14. Jahrhundert und wurde mehrfach umgebaut. Der letzte große Umbau erfolgte 1927 und seit 1975 ist hier die Stadtbibliothek.
- Die gegen Ende des 18. Jahrhunderts erbaute Synagoge wird heute von einer Firma für Fenster genutzt. Ihre äußere Struktur ist aber noch nahezu vollständig erhalten.

## Verkehr
Der Bahnhof Opoczno ist der Endpunkt des Personenverkehrs auf der Bahnstrecke Łódź–Dębica. Des Weiteren existiert an der Bahnstrecke Grodzisk Mazowiecki–Zawiercie, einer Schnellfahrstrecke, der Bahnhof Opoczno Południe.

## Persönlichkeiten

### Ehrenbürger
- Johannes Paul II. (1920–2005) wurde im Jahr 2000 Ehrenbürger

### Söhne und Töchter der Stadt
- Eliezer Geller (1918–1944), Widerstandskämpfer gegen das NS-Regime, NS-Opfer
- Wanda Panfil (* 1959), Leichtathletin
- Sławomir Barul (* 1964), Radrennfahrer
- Krzysztof Kołomański (* 1973), Kanute
- Michał Staniszewski (* 1973), Kanute
- Adam Kszczot (* 1989), Leichtathlet
- Maciej Kądziela (* 1990), Jazzmusiker
- Marceli Bogusławski (* 1997), Radrennfahrer
- Marcin Budziński (* 1998), Radrennfahrer
- Tomasz Budziński (* 1998), Radrennfahrer